# بكارة (الدغاغنة)
بكارة هو دُوَّار يقع بجماعة قصبة بن مشيش، إقليم برشيد، جهة الدار البيضاء سطات في المملكة المغربية. ينتمي الدوّار لمشيخة الدغاغنة التي تضم 14 دوار. يقدر عدد سكانه بـ 1895 نسمة حسب الإحصاء الرسمي للسكان والسكنى لسنة 2004.

## روابط خارجية
- البوابة الوطنية للجماعات الترابية نسخة محفوظة 12 مارس 2018 على موقع واي باك مشين.
- المندوبية السامية للتخطيط